# アトレ川崎
アトレ川崎（アトレかわさき）は、神奈川県川崎市川崎区の東日本旅客鉄道（JR東日本）川崎駅構内に立地し、株式会社アトレが運営する駅ビル。かつては株式会社川崎ステーションビルが「川崎BE」の名称で運営していた。

## 概要
駅舎の建設工事費を地元の民間企業などが出資して負担する代わりに駅舎内に店舗などを設置して営業した民衆駅の一つとして、総工費約14.4億円のうち約4億円の寄付を集めて鉄筋コンクリート造り地上5階・地下1階建てのビルを建設したのが始まりである。
1958年（昭和33年）12月1日に「駅ビルかわさき」として地上3階から地下1階までが完成して一部が先行して開業した。
1988年（昭和63年）1月から増改築工事のために一時休業し、同年 7月8日に新装開業した後、施設名称を「川崎BE」に改称した。
2012年（平成24年）には、3月29日に駅の通路に面した3階と7・8階のレストラン・サービスフロアの新装開業に合わせて現在の「アトレ川崎」へ再度名称を変更し、同年8月から9月にかけても15店舗を開店するなど改装が進められている。
川崎BEの「BE」は、存在（BE）、人間（BEing）、始まり（BEgin）、美しい（BEautiful）、最良（BEst）、心打つ（BEat）に由来している。

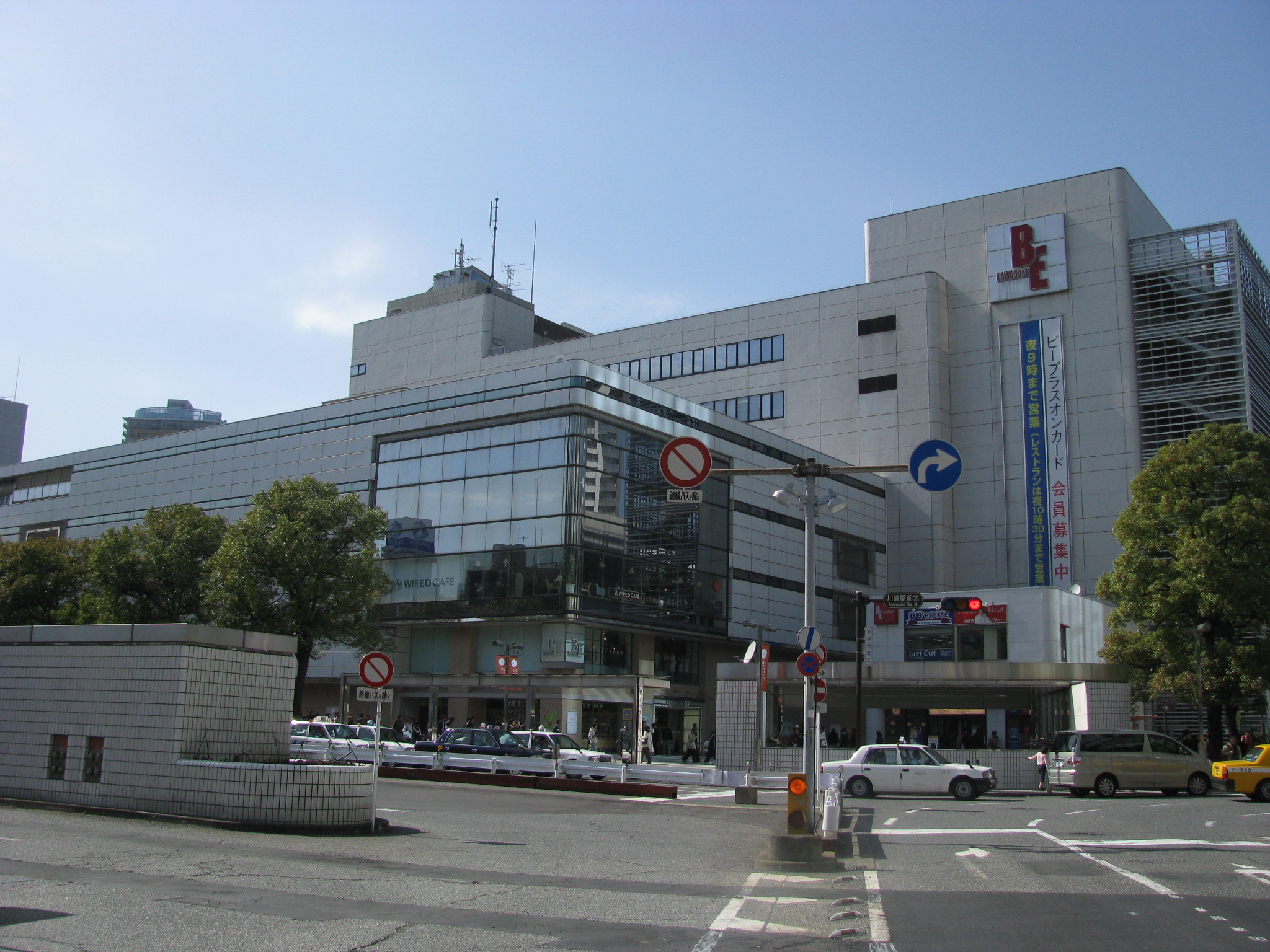
川崎BE時代の頃（2010年）

駅ビルかわさきのロゴは、オリジナルフォントで、上に「駅から0分」と書かれていた。川崎BEのロゴは、1988年から1999年前半までは角があるロゴで、1999年から2012年のアトレ川崎名称変更前までは、自然的なロゴだった。

## 沿革
- 1956年（昭和31年） 川崎交通建物株式会社創立[2]。
- 1958年（昭和33年）12月1日 「駅ビルかわさき」として地上3階から地下1階までが完成して部分開業[2]。
- 1959年（昭和34年）4月1日 全面開業[10]。
- 1988年（昭和63年） 
  - 1月　耐震工事および増築のため一時休業[7]。
  - 7月8日　新装開業し[7]、施設名称を「川崎BE」に改称[4]。
- 1998年（平成10年）12月2日 川崎BE別館が開業[11]。
- 1999年（平成11年）リニューアル。ロゴ変更。
- 2003年（平成15年）映画館「CINE BE」の営業休止。
- 2005年（平成17年） 「ラーメンシンフォニー」の営業開始。
- 2008年（平成20年）7月1日 - 11月上旬 地下1階 - 2階の耐震工事および改装を実施。
- 2009年（平成21年） 改装を実施（5階は1月15日 - 3月25日、3階・4階は1月15日 - 5月20日）。
- 2010年（平成22年）10月1日 株式会社川崎ステーションビルが株式会社アトレに吸収合併されたため、運営会社が変更。
- 2012年（平成24年）
  - 3月29日 施設名称を「アトレ川崎」へ[3][8]、3階別館フードコートコーナーの名称を「BE・PONT」から「別館 EKI'S CAFE」へそれぞれ改称。
  - 10月14日 「別館 ANNEX」を閉鎖。
- 2018年（平成30年）2月17日 川崎駅北口通路・北改札の開業に合わせ、エキナカを含む増床部分が開業[12][13]

## 主なテナント
出店テナントの詳細情報は公式サイト「フロアガイド」を参照。
- フレッシュマーケット 地下1階（5店舗）
- 成城石井 地下1階・北側改札内3階
- ラーメンシンフォニー 地下1階 (ラーメン専門店街、5店舗)
- かわさき きた テラス 3階自由通路（川崎市行政サービスコーナー、市バス乗車券発売所・観光案内所。
- ハンズ 4階
- 無印良品 4階
- 有隣堂 4階

- 読売・日本テレビ文化センター 5階
- ユニクロ 5階
- ユザワヤ 5階（ウィングキッチン京急川崎から移転）
- ビアガーデン(夏期のみ) 6階

## 過去に営業していたテナント
- ディズニーストア（2008年に撤退）
- サンリオ（2008年に撤退）
- CINE BE（2003年に休止・閉館）
- アリック日進（2003年に撤退）
- カメリアホール（8階に存在した4つの部屋がある会場。2012年ごろに閉館）
- 別館 ANNEX（2013年川崎駅北改札工事のため閉鎖）
- 別館 EKI'S CAFE（2013年ごろ閉鎖）